# Melanagromyza limboi
Melanagromyza limboi är en tvåvingeart som beskrevs av Tandon 1970. Melanagromyza limboi ingår i släktet Melanagromyza och familjen minerarflugor. Inga underarter finns listade i Catalogue of Life.